# 巴塞罗那省
巴塞隆納省（加泰隆尼亞語：[bəɾsəˈɫonə]，西班牙語：[baɾθeˈlona]），是西班牙加泰羅尼亞自治區的省份，位於加泰羅尼亞地區的中部。
巴塞隆納省與萊里達省、塔拉戈納省和赫羅納省接壤，東臨地中海。
巴塞隆納省面积7728平方公里，2017年人口5576,037人，其中约30%的人口居住在首府巴塞隆納市。其他主要城市包括略夫雷加特河畔奥斯皮塔莱特、比克、貝爾加、格拉諾列爾斯、馬塔羅、伊瓜拉達、薩瓦德爾、錫切斯和曼雷薩。
巴塞隆納省以它的建築盛名。

## 行政

行政区划

## 地理
| 西北: 莱里达省   | 北: 赫羅納省 | 东北: 赫羅納省 |
| 西: 莱里达省     |              | 东: 地中海     |
| 西南: 塔拉戈纳省 | 南: 地中海   | 东南: 地中海   |

## 人口
| 巴塞罗那省历史人口变化图 |
| |
| 统计1842-1897年的法定人口，除去1857年和1860年实际人口，19世纪人口普查 统计1900-1991年法定人口；2001年与2011年常住人口，INE. 2017的数据是在政府登记的人口数量，INE. |